# Hai Rui
Hai Rui (ur. 23 stycznia 1514, zm. 13 listopada 1587) – chiński urzędnik z czasów dynastii Ming.

## Życiorys
Urodził się w Qiongshan na wyspie Hajnan w muzułmańskiej rodzinie o arabskich korzeniach (jego babka poślubiła Araba i przeszła na islam; jego matka pochodziła prawdopodobnie z grupy etnicznej Hui). 
Nie udało mu się zdać egzaminów urzędniczych i w 1553 roku rozpoczął pracę na niskim stanowisku w administracji lokalnej w prowincji Fujian. Szybko zdobył sobie popularność ze względu na swoją nieprzekupność i uczciwość, które ściągnęły na niego jednocześnie nienawiść biurokracji. 
W 1565 roku wystosował memoriał do cesarza Jiajinga, w którym krytykował wszechobecną korupcję. Z jego powodu rok później został skazany na śmierć. Od egzekucji uratowała go śmierć cesarza i w 1567 roku został uniewinniony.
W 1570 wystosował kolejny memoriał do nowego cesarza Longqinga, za który został usunięty z zajmowanego urzędu. Spędził 15 lat na przymusowej emeryturze na Hajnanie. Na stanowisko przywrócił go dopiero w 1585 roku cesarz Wanli.

## Dziedzictwo
Postać Hai Rui zapisała się w chińskiej kulturze jako symbol uczciwości, nieprzekupności i bezstronności.
W 1961 roku Wu Han opublikował sztukę Dymisja Hai Rui, będącą zakamuflowaną krytyką Mao Zedonga; tytułowego bohatera utożsamiano powszechnie z Peng Dehuaiem. 10 listopada 1965 roku w szanghajskiej gazecie ukazał się artykuł Yao Wenyuana, w którym sztuka ta została gwałtownie skrytykowana. Wydarzenie to uważane jest za początek rewolucji kulturalnej.